# 切里格羅夫 (印地安納州)
切里格羅夫（英語：Cherry Grove）是位於美國印地安納州蒙哥馬利縣的一個非建制地區。該地的面積和人口皆未知。